# رومیک بالویان
رومیک گریگوری بالویان (ارمنی: Ռոմիկ Գրիգորի Բալոյան؛ زادهٔ ۵ مارس ۱۹۵۵) یک سیاستمدار اهل ارمنستان است که از تاریخ ۱۹۹۵ تا تاریخ ۱۹۹۹ سمت نمایندگی دوره اول مجلس ملی جمهوری ارمنستان را برعهده داشت.

## زندگی‌نامه
در ۵ مارس ۱۹۵۵ به دنیا آمد. .